# Nobuyuki Sato
Nobuyuki Sato (født 12. januar 1944) er en japansk judoka og verdensmester.
Han blev verdensmester første gang i 1967 i vægtklassen -93 kg, da han slog landsmanden Osamu Sato i finalen.
Ved VM i 1969 stillede han op i den åbne vægtklasse men fik kun bronze.
I 1971 stillede han igen op i vægtklassen -93 kg, men tabte finalen til Fumio Sasahara.
Ved VM i judo 1973 i Lausanne lykkedes det ham igen at vinde verdensmesterskabet i sin vægtklasse, ved at slå Takafumi Ueguchi i finalen.
I løbet af sin karriere vandt han også tre japanske mesterskaber i 1968, 1971 og 1974.